# Gender Identity Development Service
Pour des articles plus généraux, voir Mineur transgenre et Tavistock Clinic.
Le Gender Identity Development Service londonien de la clinique Tavistock, créé en 1989, était le seul service du NHS à accueillir les mineurs transgenres en Grande-Bretagne, avant sa fermeture annoncée en juillet 2022. Cette fermeture est décidée en réaction à une polémique sur l'administration de bloqueurs de puberté qui concentre les débats très clivants sur question trans au Royaume-Uni. Un an plus tard, aucune solution de remplacement n'était effective. 

## Histoire
Créée juste après la Première Guerre mondiale, la Tavistock est un haut lieu de la psychiatrie britannique. Elle est rattachée en 1948 au National Health Service (NHS).
Un bâtiment construit dans les années 1960 dans un quartier du nord-ouest de Londres, proche du métro Swiss Cottage, abrite un très ancien service de prise en charge des enfants et adolescents transgenres, le Gender Development Service (GIDS), créé en 1989 par le psychiatre Domenico Di Ceglie.
Entre les années 2010 à 2020, le nombre de patients adressés est multiplié par 20 (3 500 jeunes sont reçus en 2021) tandis que le budget du NHS diminue et la liste d'attente s'allonge. Au total, la prise en charge médicale a concerné 12 000 jeunes ; un millier d'entre eux a reçu un traitement hormonal entre 2008 et 2021.

## Controverse et fermeture

### Rapport sur le laxisme
En 2018, le psychiatre et psychanalyste de la clinique David Bell déclenche un scandale en rédigeant un rapport incendiaire qui fuite dans l’hebdomadaire conservateur The Sunday Times. Il s'appuie sur les témoignages de dix cliniciens du GIDS pour dénoncer une prescription sans assez de vigilance des traitements hormonaux stoppant la puberté. Ces traitements sont utilisés à partir de 1998 en Hollande pour les jeunes trans et autorisés en 2011 par le NHS, d’abord à titre expérimental puis plus largement à partir de 2014.
L'absence de prise en compte du diagnostic d'autisme des mineurs trans est soulignée comme problématique dans le rapport du National Health Service, qui recommande une approche plus complémentaire,.

### Défense de la clinique
Selon les associations trans et les chercheurs en endocrinologie, ce traitement est réversible, il permet de retarder les prises de décision sur l'identité de genre et diminue l'anxiété des jeunes à l’approche de la puberté. Mais David Bell estime notamment que le traitement a été prescrit à des jeunes dépressifs ou autistes, et que certains se trompaient et étaient homosexuels, plutôt que trans: « au lieu de rester neutre, le GIDS a poussé les patients à s’affirmer [en tant que trans], il a été endoctriné par les idéologies trans ». 

### Procès
En 2019, une ancienne patiente qui a retransitionné saisit la Haute Cour de justice britannique ; elle gagne en première instance en 2020, mais la décision est cassée en  2021 en appel (voir l'article sur l'affaire Bell v Tavistock (en) pour plus de détails),. Au contraire, beaucoup d'autres jeunes trans et leurs parents témoignent en faveur de la clinique.
Le contexte est explosif : au Royaume-Uni, depuis notamment les débats sur le Gender Recognition Act en 2004, des groupes TERF et des groupes « protrans » (comme l'association Mermaids (en)) qui défendent le droit de choisir son identité de genre, s'opposent très fortement. En août, The Times informe que la clinique fait l’objet d’une action en justice massive de la part de jeunes qui affirment avoir été poussés à prendre des inhibiteurs de la puberté susceptibles de modifier leur vie. Les avocats accusent le GIDS de multiples manquements à son devoir de diligence en ayant adopté une « approche affirmative et sans discussion » à l’égard des enfants s’identifiant comme transgenres.
La controverse est relancée en 2023 par le livre Time to Think (« il est temps de réfléchir », Swift Press) du journaliste de la BBC Hannah Barnes,.

### Fermeture
Le NHS annonce la fermeture du GIDS en juillet 2022,. En 2023, le service du Tavi n’accepte plus de nouveaux patients, alors que les services décentralisés promis pour le remplacer n'ont pas été mis en place. 7 500 jeunes sont en attente d’une prise en charge par le NHS.
Le 12 mars 2024, le NHS annonce que les bloqueurs de puberté sont désormais réservés cas de puberté précoce, et interdits comme traitement pour les enfants trans, allant contre le dernier avis de la société d'endocrinologie,.
À la suite de la publication du rapport Cass en avril 2024, la prescription de bloqueurs de puberté pour enfant trans reste autorisée dans le cadre d'essais cliniques. Le gouvernement annonce également étendre au secteur privé l'interdiction de prescription de bloqueurs de puberté hors puberté précoce ou étude clinique.